# Quinta da Bela Vista

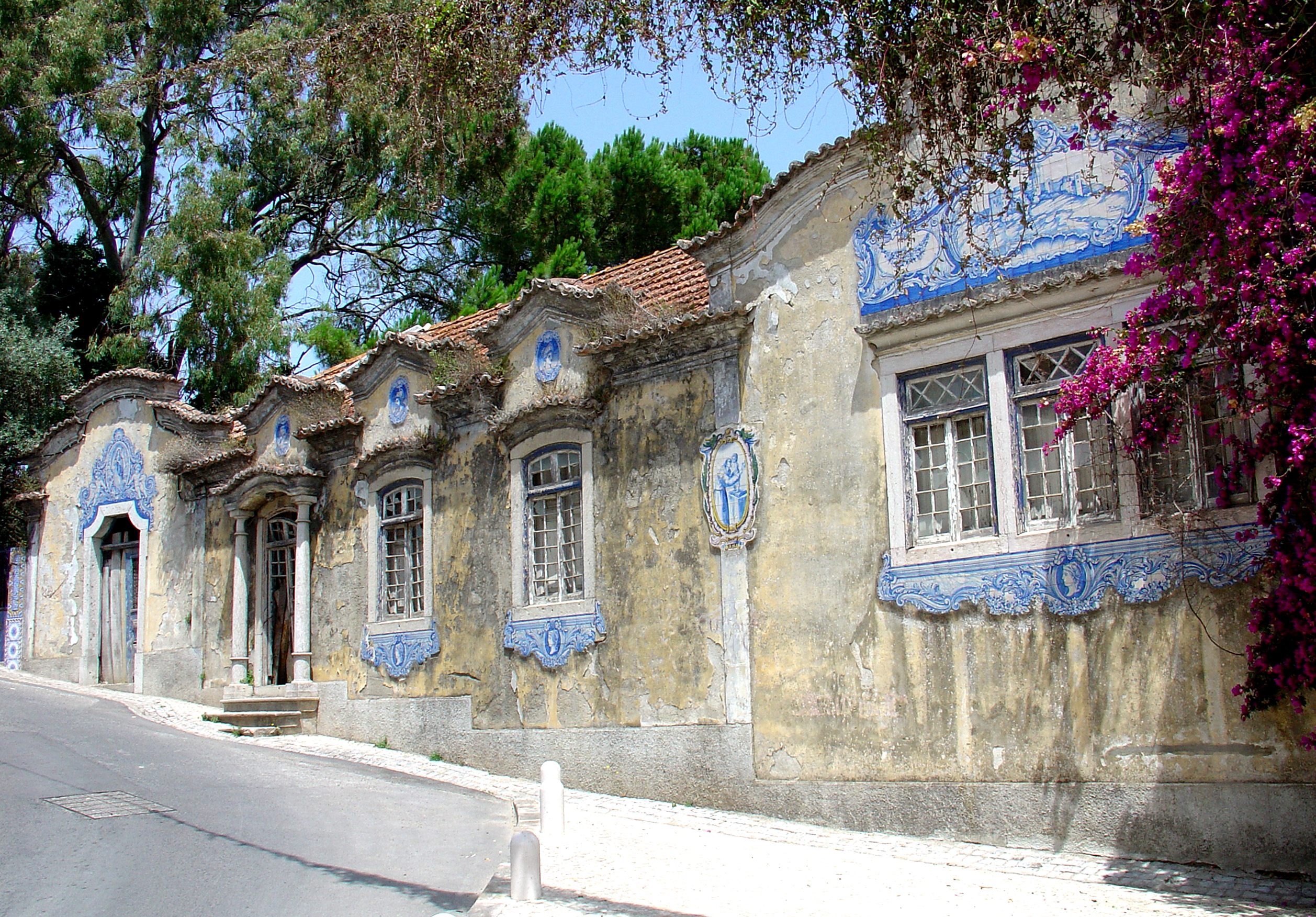
Quinta da Bela Vista - Fachada poente da Casa de Joaquim Ribeiro de Carvalho

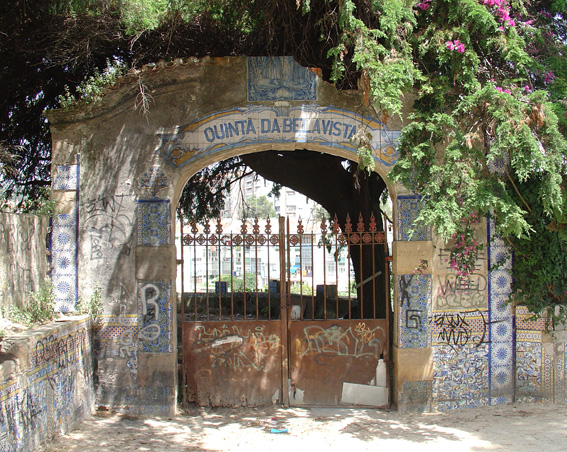
Quinta da Bela Vista - Entrada lateral

A Quinta da Bela Vista é uma antiga quinta, que datará de finais do século XIX /inícios do século XX e situa-se no Cacém (Município de Sintra), compreendendo uma vasta área entre a ribeira das Jardas e a rua Ribeiro de Carvalho.
A quinta foi adquirida por Joaquim Ribeiro de Carvalho (1880-1942), político da Primeira República Portuguesa, jornalista, escritor, poeta e tradutor, que ali mandou construir uma bela casa no início do século XX.
Inicialmente a casa era utilizada somente aos fins-de-semana, depois, já no final da sua vida, passou a utilizá-la em permanência. 
Na Quinta da Bela Vista o ilustre escritor e jornalista escrevia os seus livros, fazia traduções e preparava os artigos para os jornais, especialmente os editoriais para o jornal "República", do qual foi director. 
Na Quinta existiu uma vinha e durante vários anos Ribeiro de Carvalho produziu o seu próprio vinho.

## Situação actual
A Quinta da Bela Vista, propriedade da Câmara Municipal de Sintra, está integrada em parte no projecto Pólis Cacém e já se encontra requalificada, ainda que os utilizadores do espaço questionem a utilidade das soluções apresentadas. A Casa de Ribeiro de Carvalho, propriedade de um particular, não foi abrangida pelo Pólis e está há anos em ruína iminente, apesar dos esforços pela sua conservação levados a cabo por parte de vários cidadãos que propõem que, entre outras coisas, nela seja criado um núcleo museológico com o espólio de Ribeiro de Carvalho que a própria família está disponível para doar. 